# Просо звичайне

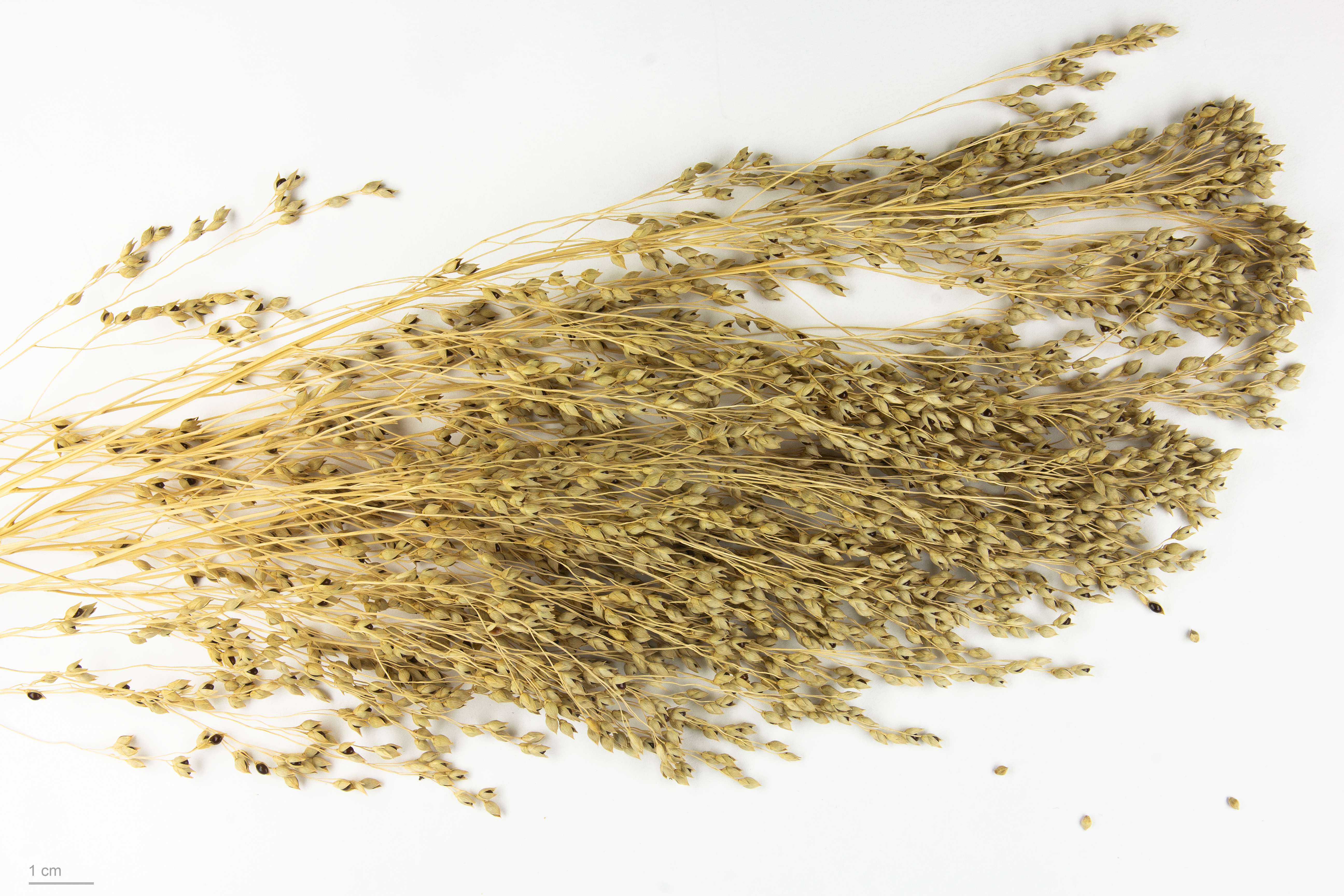
Panicum miliaceum - Тулузький музей

Просо звичайне (Panicum miliaceum) — вид зернових трав, що використовується як господарська культура.
Його дикий предок і місце першого одомашнення не відомі, але культура вперше з'являється на Південному Кавказі і в Китаї приблизно 7,000 років тому, вважається що вона могла бути одомашнена незалежно в обох регіонах. Сьогодні культура широко вживається і вирощується в Індії, Непалі, Росії, Україна, Білорусі, у Середньому сході, Туреччини і Румунії. В США, просо в основному вирощують для годування птахів. Вона продається як здорова їжа через відсутність в ній клейковини (глютену), і її вживають під час безглютенових дієт люди, які погано переносять пшеницю.

Назва цього виду проса в інших мовах (англ. proso millet) походить із слов'янських країн в яких слово просо є узагальненою назвою цього злаку.
Просо добре пристосовується до різного ґрунту і кліматичних умов; воно має короткий період вегетації, і потребує мало води. Необхідність у воді у проса, мабуть, найменша серед усіх зернових. Це хороша культура для вирощування без поливу і без обробки землі. Просо звичайне це однорічний злак, який виростає в середньому до висоти в 100 см. Так само як і кукурудза, вона має C4-фотосинтез. Супліддя ростуть в пучках. Зерна малі (2–3 мм) і можуть мати кремовий, жовтий, помаранчево-червоний або коричневий колір.

## Історія і одомашнення

Карта світу, яка показує приблизні центри походження сільського господарства і його доісторичного поширення: Родючий Півмісяць (11,000 до н. е.), басейни річок Янцзи і Хуанхе (9,000 до н. е.) і нагір'я Нової Гвінеї (9,000–6,000 до н. е.), Центральна Мексика (5,000–4,000 до н. е.), Північна частина південної Америки (5,000–4,000 до н. е.), Африка на південь від Сахари (5,000–4,000 до н. е., точне місцезнаходження невідоме), східна Північна Америка (4,000–3,000 до н. е.).

На відміну від проса виду мишій італійський, дикий пращур проса звичайного ще не встановлений. Не чисті різновиди цього зерна зустрічаються в Центральній Азії, і покривають широку площу від сходу Каспійського моря до китайського району Сіньцзян і Монголії, і можливо ці дикі території є місцем народження «справжнього дикого виду P. miliaceum.» Цей вид пшона був знайдений в неолітичних пам'ятках в Грузії (віком до п'ятого і четвертого тисячоліття до н. е.), в Німеччині (біля Лейпцигу) в період культури лінійно-стрічкової кераміки (5500–4900 р. до н. е.), а також при розкопках землеробського села часів культури Яншао на сході Китаю.
Просо звичайне з'явилося в Європі не на багато пізніше, як воно з'явилося у Грузії, і спочатку з'явилося в Східній і Центральній Європі; однак, зерну знадобилося ще декілька сотень років аби потрапити до Італії, Греції, і Ірану, а найдавніші докази його культивації є на Близькому Сході серед руїн міста Німруд, Ірак, що датується приблизно 700 до н. е.